# قرار مجلس الأمن التابع للأمم المتحدة رقم 1747

علم الأمم المتحدة

علم جمهورية إيران الإسلامية

قرار مجلس الأمن التابع للأمم المتحدة رقم 1747، المتخذ بالإجماع في 24 مارس 2007. بالإشارة إلى بعض تقارير الوكالة الدولية للطاقة الذرية، شدد المجلس العقوبات المفروضة على إيران فيما يتعلق بالبرنامج النووي الإيراني.
في يونيو 2006، عرض الأعضاء الخمسة الدائمون في مجلس الأمن بالإضافة إلى ألمانيا حزمة من الحوافز الاقتصادية بما في ذلك نقل التكنولوجيا في المجال النووي المدني، مقابل تخلي إيران بشكل دائم عن برنامج تخصيب اليورانيوم.
وتصر إيران على أنها لم تقبل هذا العرض لأنه لم يكن جذاباً بما فيه الكفاية وبسبب حقها غير القابل للتصرف في تخصيب اليورانيوم للأغراض السلمية. لتبرير موقفها، أشارت إيران إلى الاتفاقات السابقة المبرمة بين شاه إيران الراحل والغرب بشأن يورودف وبوشهر. كما أشارت إيران إلى اتفاقات مماثلة بين الغرب ودول أخرى مثل كوريا الشمالية أو ليبيا، حيث لم يتم الوفاء بالاتفاقات التي تم التوصل إليها والوعود التي قُطعت. في القرار 1737 الذي تبناه مجلس الأمن في كانون الأول (ديسمبر) 2006، تم تنفيذ سلسلة أولية من العقوبات ضد إيران لأنها لم تعلق برنامجها لتخصيب اليورانيوم.
في القرار 1747، قرر المجلس تشديد العقوبات المفروضة على إيران فيما يتعلق بالبرنامج النووي. كما عقد العزم على فرض حظر على مبيعات الأسلحة وتكثيف تجميد الأصول الموجودة بالفعل.

## معلومات أساسية عن عمليات تفتيش الوكالة الدولية للطاقة الذرية
الوصول إلى المواقع النووية: وفقًا للوكالة الدولية للطاقة الذرية، لم تعلن إيران بعد عن النطاق الكامل لبرنامجها ولم تسمح بالوصول الكامل غير المقيد إلى جميع مواقعها النووية. يبلغ عمر البرنامج 18 عامًا، وكان جزء منه خارج نطاق اختصاص الوكالة الدولية للطاقة الذرية. وأثار هذا الوضع قلق الوكالة والمجتمع الدولي. قالت إيران إنها سمحت للوكالة الدولية للطاقة الذرية بالوصول إلى جميع مواقعها النووية طوعا وأكثر من أي دولة أخرى من خلال التوقيع على بروتوكولات إضافية لمعاهدة حظر الانتشار النووي.
تعليق إيران السابق: قالت إيران إن الاتفاق السابق لتعليق تخصيب اليورانيوم لمدة عامين عام 2004 لم يسفر عن أي نتائج ملموسة لأي طرف. أبدت إيران اهتمامًا رسميًا بالكشف عن مزيد من المعلومات للوكالة الدولية للطاقة الذرية بسبب التهديدات العسكرية المتكررة التي أطلقها الغرب منذ عام 2005. بعد ذلك، أعلنت الوكالة أنها غير قادرة على استنتاج عدم وجود مواد أو أنشطة نووية غير معلنة في إيران وأحالت الملف إلى مجلس الأمن الدولي.

## المواقف
موقف الأمم المتحدة: أعلن أعضاء مجلس الأمن الدائمون، بمن فيهم روسيا والصين، عزمهم منع إيران من حيازة أسلحة الدمار الشامل بسبب خطابها العدواني تجاه الغرب وإسرائيل منذ الثورة الإيرانية. من حيث المبدأ، أكد مجلس الأمن الدولي والوكالة الدولية للطاقة الذرية حق إيران في التكنولوجيا النووية السلمية وفقًا لمعاهدة عدم انتشار الأسلحة النووية.
الموقف الإيراني: قالت إيران إنها تريد بناء شبكة من محطات الطاقة النووية بقدرة 20 ألف ميغاواط بحلول عام 2020. أشارت إيران إلى حقها غير القابل للتصرف في تطوير التكنولوجيا النووية للأغراض المدنية والسلمية بموجب معاهدة حظر الانتشار النووي لتبرير موقفها. صرح المرشد الأعلى لإيران في فتوى بأن حيازة الأسلحة النووية واستخدامها «معاد للإسلام». أصر المسؤولون الإيرانيون على أنهم لا يعتزمون تطوير أسلحة نووية. وقد شكك الغرب بشدة في هذه النقطة لأن تخصيب اليورانيوم تقنية ذات استخدام مزدوج.
وقالت إيران إنها لا تعتزم تعليق برنامج التخصيب. قال وزير الخارجية الإيراني منوشهر متقي لمجلس الأمن بعد التصويت: «على العالم أن يعرف - وهو يعرف - أنه حتى أشد العقوبات السياسية والاقتصادية أو التهديدات الأخرى أضعف بكثير من إجبار الأمة الإيرانية على التراجع عن القانون ومطالبها المشروعة» وأضاف: «التعليق ليس خيارا ولا حلا».
موقف حركة عدم الانحياز: ذكّرت إيران مجلس الأمن بدعم حركة عدم الانحياز لبرنامجها النووي المدني ومعارضتها لأي هجوم عسكري ضد إيران. وهذا البيان الصادر عن حركة عدم الانحياز على مستوى القمة يمثل 118 دولة.

## نزع السلاح النووي
إيران وأسلحة الدمار الشامل: اعتبارًا من عام 2007، ليس من المعروف أن إيران تمتلك أسلحة دمار شامل ووقعت معاهدات تنكر ممتلكاتها، بما في ذلك اتفاقية الأسلحة البيولوجية، واتفاقية الأسلحة الكيميائية، ومعاهدة عدم انتشار الأسلحة النووية. . اتهمت عدد من الدول، بما في ذلك الولايات المتحدة والمملكة المتحدة وفرنسا، إيران بالنية السرية لتطوير أسلحة نووية. وفقًا لمعظم التقديرات، تفصل إيران ما لا يقل عن سنتين إلى ست سنوات عن القدرة على إنتاج قنبلة ذرية، حتى لو أرادت ذلك.
النفاق الغربي: قالت إيران إنها لا تقبل أن يلقي الغرب عليها محاضرات وأن يضغط عليها وتتهم الغرب بـ «النفاق وازدواجية المعايير». نددت إيران بأعضاء مجلس الأمن لعدم قيامهم بما يوجهونه للآخرين: التخلص من أسلحة الدمار الشامل الخاصة بهم، وهو واجبهم بموجب معاهدة منع انتشار الأسلحة النووية. في آذار / مارس 2006، استنكرت إيران بشدة قرار المملكة المتحدة تجديد نظام الأسلحة النووية الصاروخي ترايدنت. كما تشعر بالتهديد من الانتشار العسكري للولايات المتحدة في العراق وأفغانستان والشرق الأوسط. أشارت إيران إلى حقيقة أن الولايات المتحدة هي الدولة الوحيدة التي استخدمت الأسلحة النووية في التاريخ ولم تستبعد إمكانية استخدامها مرة أخرى في المستقبل كجزء من عقيدة بوش وضد ميثاق الأمم المتحدة.
ازدواجية المعايير: قالت إيران إن ازدواجية المعايير المطبقة على إسرائيل ظالمة ومقلقة لامتلاكها أسلحة نووية، وعدم التزامها بمعاهدة منع انتشار الأسلحة النووية، ومعاملتها للفلسطينيين على مدى سنوات عديدة. صرحت إسرائيل بشكل غير رسمي أنها بحاجة إلى امتلاك أسلحة نووية لضمان بقائها في بيئة شرق أوسطية معادية في الغالب، منذ استقلالها في عام 1948 وبعد الهولوكوست. ردت إيران بأن الشرق الأوسط يجب ألا يتحمل المسؤولية عن الجرائم ضد الإنسانية والفظائع التي ارتكبها النازيون خلال الحرب العالمية الثانية في أوروبا.

## محطة بوشهر للطاقة النووية
الوقود النووي: في عام 1995، وقعت روسيا عقدًا لتزويد المحطة بمفاعل يعمل بالماء الخفيف (يُعتقد أن قيمة العقد تتراوح بين 700 مليون و1.2 مليار دولار أمريكي). على الرغم من أن الاتفاقية تدعو إلى إعادة قضبان الوقود المستهلك إلى روسيا لإعادة معالجتها، فقد أعربت الولايات المتحدة عن قلقها من أن إيران ستعيد معالجة القضبان نفسها، من أجل الحصول على البلوتونيوم للقنابل الذرية. في آذار (مارس) 2007، بعد رفض إيران وقف التخصيب، أعلنت روسيا أنها ستمنع تسليم الوقود النووي، متذرعة بالدفعات المتأخرة مقابل مفاعل بوشهر على الرغم من أن إيران نفت أي تأخر في السداد. وبالتالي، من المفترض أن يتم تشغيل محطة بوشهر بحلول أوائل عام 2009، بعد خمسة تأخيرات لمدة سنتين لكل منها.
نظام الدفاع الجوي: أعلنت روسيا مرارًا معارضتها لأي هجوم عسكري ضد المنشآت النووية المدنية الإيرانية. في يناير 2007، أعلنت روسيا بيع 29 وحدة من نظام تور الصاروخي لإيران كجزء من صفقة قيمتها مليار دولار لحماية منشآتها.

## مبررات البرنامج
أسباب اقتصادية: صرحت إيران أن برنامجها تحركه الحاجات الاقتصادية والتقدم العلمي فقط. وقالت إيران إن احتياطياتها النفطية الكبيرة ستنطفئ حتماً، نظراً لزيادة استهلاكها المحلي للطاقة وبسبب صادراتها النفطية. وقد أشارت إيران إلى تقارير حكومية أمريكية من عهد الشاه وتقديرات أمريكية مستقلة حديثة تعود إلى عام 2006 لتبرير موقفها. كما أشارت إيران إلى قرار روسيا الأخير بمنع تسليم الوقود لمحطة الطاقة النووية الخاصة بها كسبب إضافي لعدم تمكنها من الاعتماد على دول أخرى لاحتياجاتها من الوقود النووي. 
الاستثمار المالي: قالت إيران إنها أنفقت الكثير من الأموال - أكثر من عشرة مليارات دولار أمريكي في الثلاثين عامًا الماضية - على برنامجها النووي المدني للتخلي عنه الآن. علاوة على ذلك، جادلت بأن التعليق هو وسيلة للغرب لتقويض استقلال إيران وتقدمها. إذا لم يحترم مجلس الأمن حقوقها، فقد هددت إيران بالانسحاب من معاهدة عدم الانتشار. بررت إيران برنامج تخصيب اليورانيوم لأن لديها خطط لبناء المزيد من محطات الطاقة النووية في المستقبل.
الفخر الوطني والاستقلال: في مارس 2007، أُعلن أن إيران ستصدر ورقة نقدية بقيمة 50 ألف ريال وموضوعها برنامج الطاقة النووية الإيراني، الذي أصبح موضوع فخر وطني ورمز الاستقلال لكثير من الإيرانيين.

## العلاقات الأمريكية الإيرانية
مخاوف إيرانية: مواضيع أخرى تتدخل في ملف إيران الدولي في مجلس الأمن، منها:
- الحرب الاقتصادية والصناعية التي شنتها الولايات المتحدة على إيران لسنوات عديدة، من خلال العقوبات الاقتصادية،
- تجميد أرصدة إيران في الخارج منذ الثورة الإيرانية عام 1979، والتي بلغت أكثر من 10 مليارات دولار حسب بعض التقديرات،
- تدخل الولايات المتحدة في شؤونها الداخلية وخاصة في مجال حقوق الإنسان،
- عملية أجاكس لوكالة المخابرات المركزية للإطاحة برئيس الوزراء المنتخب ديمقراطياً محمد مصدق في الخمسينيات من القرن الماضي، والتي اعتذرت عنها الحكومة الأمريكية في عام 2000.[26]

الدعاية: لجأ الطرفان إلى الدعاية والحرب النفسية والأيديولوجية والتشهير عبر وسائل الإعلام لحشد قواتهما وكسب الرأي العام. ووصفت إيران الولايات المتحدة بأنها «الشيطان الأكبر» وتردد «الموت لأمريكا». في غضون ذلك، أعلن الرئيس الأمريكي جورج دبليو بوش أن إيران جزء من «محور الشر». تتهم إيران والولايات المتحدة بعضهما البعض بعدم العمل من أجل مصلحة شعبهما ولكن من أجل مجموعة صغيرة تمسك بالسلطة، حتى لو ادعى الطرفان دعم ديمقراطي واسع لمساعيهما. أظهر استطلاع أجرته هيئة الإذاعة البريطانية في يونيو 2006 أن الرأي العام العالمي يعتبر الولايات المتحدة، إلى جانب إيران، أكبر التهديدات للسلام العالمي.
الحروب بالوكالة: اتهمت الولايات المتحدة إيران بتقويض السلام في الشرق الأوسط من خلال دعم الأطراف المتحاربة اقتصاديًا وعسكريًا خارج حدودها، وخاصة:
- في العراق من خلال دعم العنف الطائفي والمتمردين، [30]
- في لبنان من خلال حزب الله،
- في الأراضي الفلسطينية من خلال حماس.

وتتهم إيران الولايات المتحدة بأنها «محتلة» في العراق. ومع ذلك، نفت إيران أي تورط عسكري في العراق، رغم أن القوات الأمريكية قالت إن لديها دليلًا على ذلك. في 25 ديسمبر 2006، اعتقلت القوات المسلحة الأمريكية أربعة مسؤولين عسكريين إيرانيين كبار في بغداد وأفرجت عنهم لاحقًا. في يناير / كانون الثاني 2007، اختطفت القوات التي تسيطر عليها الولايات المتحدة خمسة إيرانيين وزُعم أنها عذبتهم في أربيل، العراق، ولم يُطلق سراحهم بعد. وفي أبريل / نيسان 2007، سمح مندوبو اللجنة الدولية للصليب الأحمر بزيارتهم لأول مرة. اتهمت إيران الولايات المتحدة بدعم جماعات المعارضة المسلحة ضد حكومتها داخل إيران وخارجها، والقيام برحلات استطلاعية بدون طيار فوق إيران منذ عام 2005.
بورصة النفط الإيرانية: وفقًا لبعض الخبراء، تسعى إيران إلى إضعاف النفوذ الأمريكي العالمي من خلال إنشاء بورصة نفط إيرانية تتداول بالريال الإيراني والعملات الرئيسية بدلاً من الدولار الأمريكي، فضلاً عن كارتل غاز مع روسيا، وكلاهما لديه أكبر احتياطي غاز مثبت في العالم. وقد نفت إيران ذلك وبررت كلا المشروعين على أساس مزاياهما الاقتصادية الوحيدة.

## العلاقات الإيرانية الإسرائيلية
تهديدات إيرانية: نفت إيران أنها تريد أن ترى «إسرائيل تمحى من على الخريطة» كما أوردتها وسائل الإعلام الأجنبية. أكد وزير الخارجية الإيراني أن سياسة إيران المعلنة تجاه إسرائيل هي الدعوة إلى حل الدولة الواحدة من خلال استفتاء على مستوى البلاد يتم فيه انتخاب حكومة يصوت لها جميع الفلسطينيين والإسرائيليين بشكل مشترك. سيكون هذا نهاية «الدولة الصهيونية»، على غرار نهاية الاتحاد السوفياتي.
تهديدات إسرائيلية: أشارت إيران إلى الهجوم المفاجئ للجيش الإسرائيلي عام 1981 على مفاعل تموز النووي في العراق وتهديداتها الأخيرة ضد طهران كأسباب إضافية لعدم تمكنها من الكشف عن مزيد من المعلومات حول برنامجها للوكالة الدولية للطاقة الذرية. صرحت إسرائيل أن «إيران المسلحة نوويًا أمر غير مقبول بالنسبة لإسرائيل» وأنها ستتخذ إجراءً عسكريًا إذا فشل المجتمع الدولي في كبح جماح برنامج إيران النووي. في حالة الهجوم، تعهدت إيران باستعدادها للرد في حرب غير متكافئة وباستخدام ترسانتها الضخمة من القوات الصاروخية للوصول إلى تل أبيب.

## الحل الإيراني المقترح
مفاوضات شاملة: وافقت إيران على إجراء مزيد من المحادثات دون شرط مسبق لوقف برنامج تخصيب اليورانيوم. عارضت الولايات المتحدة ذلك، رغم أنها وافقت على إجراء محادثات مباشرة تتعلق بمواضيع أخرى مثل الحرب في العراق. في عام 2003، عُرف أن إيران قدمت عرضًا سريًا مماثلًا للولايات المتحدة من خلال السفارة السويسرية في طهران. سويسرا هي الدولة الحامية للولايات المتحدة في إيران منذ الثورة الإيرانية عام 1979. ويقال إن الولايات المتحدة رفضت تلك المناقشات في ذلك الوقت.
ائتلاف تجاري دولي: إيران مستعدة للنظر في إنشاء ائتلاف تجاري دولي لتخصيب اليورانيوم مقره إيران كحل للأزمة الحالية في مجلس الأمن. في أبريل 2007، أعلنت إيران أنها وصلت إلى المرحلة الأولى في إنتاج الوقود النووي الصناعي بعد تركيب أكثر من ألف جهاز طرد مركزي في منشأة نطنز تحت الأرض. أعلنت إيران أنها تخطط لتركيب 50000 جهاز طرد مركزي إضافي في المستقبل. في عام 2005، افتتحت إيران منشأة لتحويل اليورانيوم في أصفهان، ومصنعًا لإنتاج الماء الثقيل في أراك في عام 2006. تخضع جميع المنشآت الإيرانية المعلنة لرقابة صارمة من قبل الوكالة الدولية للطاقة الذرية.

## القرارات ذات الصلة
- قرار مجلس الأمن رقم 1696، الذي يطالب إيران بوقف برنامج التخصيب، 31 يوليو 2006
- قرار مجلس الأمن رقم 1737، بفرض عقوبات أولية، 23 ديسمبر 2006
- قرار مجلس الأمن رقم 1803، الذي يطالب إيران بوقف الأنشطة المتعلقة بالتخصيب، 3 مارس / آذار 2008
- قرار مجلس الأمن رقم 1835، الذي يعيد التأكيد على قراراته السابقة، 27 سبتمبر 2008
- قرار مجلس الأمن رقم 1929، الذي يفرض عقوبات وتدابير إنفاذ، 9 يونيو 2010
- قرار مجلس الأمن رقم 2231، المصادقة على خطة العمل الشاملة المشتركة، 20 يوليو 2015

## نهاية
تم إنهاء أحكام القرار 1747 بموجب قرار مجلس الأمن التابع للأمم المتحدة رقم 2231 الذي يسري اعتبارًا من يوم تنفيذ خطة العمل الشاملة المشتركة، 16 يناير 2016.